# William Conklin
William Conklin,   (Brooklyn, 25 dicembre 1872 – Hollywood, 21 marzo 1935), è stato un attore statunitense.
Proveniente dal teatro, lavorò nel cinema all'epoca del muto. Nella sua carriera cinematografica, che va dal 1913 al 1929, prese parte a oltre un'ottantina di film.

## Filmografia
- Arizona, regia di Augustus E. Thomas (1913)
- Soldiers of Fortune, regia di William F. Haddock (1914)
- In Mizzoura, regia di Lawrence B. McGill (1914)
- Pierre of the Plains (1914)
- Dan, regia di George Irving e John H. Pratt (1914)
- The Ragged Earl, regia di Lloyd B. Carleton (1914)
- Neal of the Navy, regia di William Bertram e W.M. Harvey - serial (1915)
- The Shrine of Happiness, regia di Bertram Bracken (1916)
- Spellbound, regia di Harry Harvey (1916)
- The Twin Triangle, regia di Harry Harvey (1916)
- The Flirting Bride - cortometraggio (1916)
- Inherited Passions, regia di Gilbert P. Hamilton (1916)
- The Sultana, regia di Sherwood MacDonald (1916)
- The Yellow Pawn, regia di George Melford (1916)
- Joan the Woman, regia di Cecil B. DeMille (1916)
- Sold at Auction, regia di Sherwood MacDonald (1917)
- The Devil's Bait, regia di Harry Harvey (1917)
- Out of the Wreck, regia di William Desmond Taylor (1917)
- The Prison Without Walls, regia di E. Mason Hopper (1917)
- Edged Tools, regia di Rollin S. Sturgeon (1917)
- The Masked Heart, regia di Edward Sloman (1917)
- Law of the Land, regia di Maurice Tourneur (1917)
- Golden Rule Kate, regia di Reginald Barker (1917)
- The Stolen Play, regia di Harry Harvey (1917)
- North of Fifty-Three, regia di Richard Stanton e William Desmond Taylor (1917)
- The Price Mark, regia di Roy William Neill (1917)
- Love Letters, regia di Roy William Neill (1917)
- Flare-Up Sal, regia di Roy William Neill (1918)
- The Turn of a Card, regia di Oscar Apfel (1918)
- Love Me, regia di Roy William Neill (1918)
- Tyrant Fear, regia di Roy William Neill (1918)
- The Mating of Marcella, regia di Roy William Neill (1918)
- The Velvet Hand, regia di Douglas Gerrard (1918)
- The Drifters, regia di Jesse D. Hampton (1919)
- Come Again Smith, regia di E. Mason Hopper (1919)
- The Haunted Bedroom, regia di Fred Niblo (1919)
- When Fate Decides, regia di Harry F. Millarde (1919)
- Hay Foot, Straw Foot, regia di Jerome Storm (1919)
- The Virtuous Thief, regia di Fred Niblo (1919)
- Stepping Out, regia di Fred Niblo (1919)
- What Every Woman Learns, regia di Fred Niblo (1919)
- Red Hot Dollars, regia di Jerome Storm (1919)
- The Woman in the Suitcase , regia di Fred Niblo (1920)
- Sex, regia di Fred Niblo (1920)
- When Dawn Came, regia di Colin Campbell (1920)
- Hairpins , regia di Fred Niblo (1920)
- Love Madness, regia di Joseph Henabery (1920)
- The Brute Master, regia di Roy Marshall (1920)
- The Lure of Youth, regia di Philip E. Rosen (1921)
- Beau Revel, regia di John Griffith Wray (1921)
- The Other Woman, regia di Edward Sloman (1921)
- Blind Hearts, regia di Rowland V. Lee (1921)
- The Unfoldment, regia di George Kern, Murdock MacQuarrie (1922)
- Iron to Gold, regia di Bernard J. Durning (1922)
- Up and Going, regia di Lynn Reynolds (1922)
- The Woman He Married
- When Husbands Deceive, regia di Wallace Worsley (1922)
- Three Who Paid, regia di Colin Campbell (1923)
- Man Alone, regia di William H. Clifford (1923)
- The Lonely Road, regia di Victor Schertzinger (1923)
- Daytime Wives, regia di Émile Chautard (1923)
- The Lone Star Ranger, regia di Lambert Hillyer (1923)
- The Meanest Man in the World, regia di Edward F. Cline (1923)
- L'orfanella di New York (The Darling of New York), regia di King Baggot (1923)
- Stolen Secrets, regia di Irving Cummings (1924)
- The Goldfish, regia di Jerome Storm (1924)
- Never Say Die, regia di George Crone (1924)
- Ports of Call, regia di Denison Clift (1925)
- L'uomo senza patria (The Man Without a Country), regia di Rowland V. Lee (1925)
- The Rag Man, regia di Edward F. Cline (1925)
- L'uomo del mare (Head Winds), regia di Herbert Blaché (1925)
- Fifth Avenue Models, regia di Svend Gade (1925)
- Winds of Chance, regia di Frank Lloyd (1925)
- Gentleman Roughneck, regia di Grover Jones (1925)
- Counsel for the Defense, regia di Burton L. King (1925)
- Sweet Rosie O'Grady, regia di Frank R. Strayer (1926)
- Faithful Wives, regia di Norbert A. Myles (1926)
- Old Ironsides, regia di James Cruze (1926)
- Outlaws of Red River, regia di Lewis Seiler (1927)
- Tumbling River, regia di Lewis Seiler (1927)
- Il cavaliere nero (Rose of the Golden West), regia di George Fitzmaurice (1927)
- That's My Daddy, regia di Fred C. Newmeyer e, non accreditato, Reginald Denny (1927)
- Life's Crossroads, regia di Edgar Lewis (1928)
- Trafalgar (The Divine Lady), regia di Frank Lloyd (1929)
- Shanghai Rose, regia di Scott Pembroke (1929)